# Зашто смо отишли
„Зашто смо отишли” је назив зборника и едиције емигрантских аутобиографских прича, које је у периоду 2017–2021. године приредила српска књижевница из Торонта Гордана Петковић Лаковић.

## О едицији
Основу дела „Зашто смо отишли” (Ultimatum.rs, 2017) и њиме започете истоимене едиције чине питања за чијим одговорима трага њихова уредница уз помоћ аутора различитих националности, верских уверења, политичких опредељења и степена образовања – Зашто смо отишли? Зашто смо се вратили? Зашто нисмо отишли? Зашто се враћамо? Најважније од свега је шта чинимо за своју отаџбину ма где да смо на земљином шару и на који начин чувамо нашу културну баштину, представљамо земљу и градимо мостове који спајају матицу и расејање. Потрага је проширена у наставцима „На раскрсници” (Свет књиге, 2020) и „Срцем у отаџбини”. Идеја за публиковањем таквих прича се Гордани Петковић Лаковић јавила током породичне славе, на Светог Илију 2015. године, када се међу окупљенима повео разговор о разлозима напуштања домовине, што се иначе често догађа у време сусрета емиграната. Тада се сазнају истине, исповести и сведочења обичних људи које нису и неће бити записане ни у једној књизи историје.
Све приче едиције „Зашто смо отишли” би могле да се поделе у три групе: исељеничке, повратничке и приче оних који још нису отишли у иностранство, а заједнички им је југоносталгични тон, сећања на рат, жал за временима којих више нема, као и жеља да се преданим радом сачува и очува све што је српско, било то у матици или у расејању. Неки од планираних аутора ипак нису желели да своје приповести поделе са читаоцима, јер су им успомене и даље превише болне. Жеља уреднице била је да исповести из ове едиције остану као документ(и) за будуће генерације.
Национални значај пројекта „Зашто смо отишли” препознат је широм света, међу људима у расејању и институцијама културе, и подржан од стране еминентних организација из дијаспоре и Србије. Посебно су се истакле: Српска национална академија у Канади (Торонто), Матица исељеника и Срба у региону (Београд), Канадско-српско доброчинство „Јован Дучић” (Торонто) и Канадско-српско друштво „Херцег Стефан Вукчић Косача” (Киченер).

## Зашто смо отишли
Прва књига садржи 27 прича које су написала 23 аутора, углавном из Канаде. Доживела је три издања и за њу је уредница 2018. године добила награду „Растко Петровић”, коју додељује Матица исељеника и Срба у региону. Двадесет седму причу у зборнику, „Од перача прозора до куће славних”, написао је Борис Спремо, познати награђивани канадски фото-репортер српског порекла, којем је ово био један од последњих јавних оглашавања. Премијерна промоција књиге одржана је на 62. Београдском сајму књига, а у Торонту наредног месеца.
Приче и аутори
| - Зашто смо отишли – Гордана Петковић Лаковић - Добијаш само оно што можеш – Божа Травица - Прича о зеленој сукњи – Симо Јелача - Снег полако пада – Лазар Суботички - Медењаци који се не једу – Драган Марковић - Судбинско путовање – Наташа Бартула - Април је остао у Београду – Јован Лаковић - Краљ Иби је крив – Маир Мусафија - Отићи или остати – Гордана Петковић Лаковић - Јоргован у ћуп да стављам – Милијана Барјактаревић |  | - Кад бих ја отишао – Душко Милошевић - Теслијанац – Никола Лончар - Лутања – Марина Лучић - Није мене Србија звала – Гордана Петковић Лаковић - Боље бити барон него краљ? – Нед А. Видан - Негде у свету... одлуке – Катарина Петровић - Отаџбина – М. Б. - Благо пужу – Нед А. Видан - Верујући у бољу будућност – Љиљана Петковић - И херој и кукавица – Војо Мачар |  | - Круг – Сузана Судар - Пријатељ – Гордана Петковић Лаковић - Ерозија – Нермин Хасанагић - Измјештена – Горана Глигоровић - Путовање у... – Ненад Станковић - Интерференција – Милан Пајевић - Од перача судова до куће славних – Борис Спремо |

## На раскрсници
Другу књигу, насловљену „На раскрсници”, чини 21 прича од исто толико аутора, настањених у неколико земаља света: од Канаде до Аустралије. Њен куриозитет је и у томе што укључује и више аутора који живе и раде у Србији, а то је условило систематичнији уређивачки приступ и тематску селекцију.
Приче и аутори
| - Емиграција као спас – Гордана Петковић Лаковић - Зови ме именом мојим – Србо Галић - Није проблем отићи – Ђорђе Огризовић - Круна на родослову Брестоваца – Жарко Брестовац - Лакше је отићи – Александра Радаковић - Ваљда је то моја судбина – Биљана Риган - Од скута до слапа – Иван Калаузовић - А онда сањамо Србију – Душан Даниловић - Србија у срцу, слобода у руци – Данијел Мирков - Припадам Србији – Милутин Србљак |  | - На другој страни света – Даница Продановић - И хоћу ли се вратити – Горан Дебелногић - Писац је писац – Данило Марић - Обгрљен истином и осећањима – Илија Шаула - Ми смо нити... – Катарина Костић - Легенда и сила природе – Лазар Јовановић - Боја времена садашњег – Богдан Мишчевић - Нисмо отишли – Мирјана Матарић - Стварамо другу Србију – Марко Лопушина - Србију помаже дечак из бајке – Миломир Главчић |  | - Кад јад додија – Мирољуб Милинчић |

## Срцем у отаџбини
Треће издање доноси нових 27 прича истог броја аутора, као и додатно поглавље „Да ли сте знали”. Ово је подједнако и зборник дијаспоре и зборник матице, у којем „доминирају посвећеност домовини и професији као и бризи о баштини и појединцу”. Период настанка дела обележен је пандемијом изазаваном вирусом корона.
Приче и аутори
| - Свет је ваш да га истражите, отаџбина је ваша да је не заборавите – Гордана Петковић Лаковић - Отаџбино, мило моје – Милана Карло Бижић - Идеални Србин – Радан Џодић - На Теслином путу – Слободан Ћук - Књиге, а не... прапорци – Александар Кавчић - Менторка успјеха – Раденка Марић - 1994 – Љиљана Лили Оташевић - Ћелије које живот значе – Ненад Бурсаћ - Патриотски алгоритам – Јанко Јеринић - Онтаријски херцег – Миломир Стојановић |  | - Не уздам се у ветар, већ у своја крила – Ана Србу - Цветови из кливлендске баште – Нада Мартиновић - Од Теочина до Торонта и још понешто – Дејан Ивковић - Српски сан – Сњежана Адамовић - Интелектуална гравитација – Александар Мастиловић - Оставите праву умјетност да слободно дише – Ђуро Лубарда - Све су приче моје – Драгана Живић Илић - Принц баштован – Љубиша Влатковић - Мени најдража – Иван Јовановић - Такмичарски дух и Теслина енергија – Немања Јевремовић |  | - Умјетност нас спаја – Неда Лакетић Шоћ - Славонско срце закључано – Борислав Живковић - Зашто сам отишла – Добрила Гајић Глишић - Човеку је добро где год да је све док зна ко је и шта је – Ирина Ђорђић - Ја кажем Србија – Владимир Сорак - Мирис липе у Сијетлу – Тамара Добранић - Пут је један – Наташа Динић |

Да ли сте знали
| - Планина Путник - Црни Мајк - Елизабет и Рој Ператровић - По Србину назвали кратер на Месецу |